# Srednje Grčevje
Srednje Grčevje je naselje v Občini Novo mesto. 
Poznano je po pridelovanju kvalitetnih vin, predvsem cvička. Na vrhu vinorodne gorice stoji cerkev sv. Jurija mučenca katera je podružnica župnije Št. Peter-Otočec. Ima tri oltarje, glavni s kipom sv. Jurija na konju je kvalitetno baročno delo. Vsako leto na nedeljo sv. Jurija je v cerkvici poglavitni praznik t. i. žegnanje z blagoslovom konj. Pod cerkvijo stoji prostorna t.i. hmeljniška zidanica kar kaže na zgodovinsko povezanost Grčevja z gradom Hmeljnik. Po celotnem Grčevju je veliko število kapelic in božjih znamenj, verjetno najbolj znana je kapelica sv. Barbare na vstopu v Grčevje in kapelica Matere Božje poleg nekdanje mežnarije z značilnim kipom t.i. Dolenjske Marije in skupaj s cerkvijo tvorijo skupno celoto na vrhu Grčevja.